# Arab nyelv
Az arab nyelv (العربية al-ʿarabijja; kevésbé formálisan: عربي ʿarabi) az afroázsiai nyelvcsalád sémi ágába tartozó, ma az északnyugati sémi nyelvekkel (héber, arámi) együtt a nyelvcsoport közép sémi ágába sorolt nyelv. A beszélők száma szerint az arab a sémi nyelvcsalád legnagyobb nyelve. A világ 27 országában és területén hivatalos nyelv, több mint 280 millió ember tudhatja anyanyelvének, és további 250 millió második nyelvének. A legtöbb anyanyelvi beszélője a Közel-Keleten és Észak-Afrikában él. Az arabnak különféle beszélt változatai léteznek, és különböznek egymástól elhelyezkedésük szerint. Nem mindegyik változat érti egymást kölcsönösen, ezért azok beszélői az egymással való kommunikációra egyfajta közbülső nyelvet használhatnak, mely minden arab nyelvjárás legjellemzőbb sajátosságait foglalja magába. A standard arabot széles körben tanítják iskolákban, egyetemeken, valamint használják a hivatalokban és a médiában. A modernizálódás és az európai hatások révén a többi arab változat saját nyelvi normákat teremt, némelyiknél már teljesen önálló sztenderdizáció történt.
A modern standard arab a klasszikus arabból származik, az óészakarab nyelvcsoport egyetlen máig létező leszármazottjából, mint azt a 4. századból való, iszlám előtti arab feliratok is igazolják. A 7. századi megjelenése óta a klasszikus arab az iszlám irodalmi és liturgikus nyelve.
Az arab nyelv az iszlám világ sok más nyelvének kölcsönzött szavakat. A középkorban az arab volt a kultúra legfőbb hordozója Európában, különösen ami a tudományt, a matematikát és a filozófiát illeti. Ennek eredményeképpen számos európai nyelv is kölcsönzött szavakat az arabból. Az arab hatás az európai és arab civilizáció közelségének és az Ibériai-félsziget 700 éves arab uralmának köszönhetően a mediterrán nyelveken is megmutatkozik, főként a spanyolon, portugálon és szicíliain.
Az arab szintén kölcsönzött szavakat más nyelvekből, mint a korai századokban a héber, perzsa, és arámi nyelvekből, valamint a modern időkben a kortárs európai nyelvekből.

## Klasszikus és modern standard arab
Az „arab” kifejezés utalhat az irodalmi/standard arabra (الفصحى al-fuṣḥā), vagy az arab számos helyi beszélt változatára (العامية al-ʿāmiyya). Az arabok az irodalmi arabot tartják a standard nyelvnek, és hajlamosak minden mást nyelvjárásnak tekinteni. Az egyetlen változat, amelyik hivatalos nyelvi státuszra tett szert, az a szicíliai-arabból származó máltai nyelv, amelyet a (túlnyomórészt katolikus) Máltán beszélnek, és latin betűkkel írnak.
A standard arab (اللغة العربية الفصحى al-luġatu l-ʿarabiyyatu l-fuṣḥā, „a legfennköltebb/legékesszólóbb arab nyelv”) éppúgy utal kortárs észak-afrikai és közel-keleti médiában használt nyelvre, mint a Korán nyelvére, és gyakorlatilag minden írott szövegre.
Történetileg a klasszikus arabot (főként az iszlám előtti időktől az Abbászidák korszakáig, beleértve a koráni arabot) és a jelenleg használt modern standard arabot különböztethetjük meg egymástól. A klasszikus arabot tekintik mérvadónak; a jelenkori szerzők is igyekeznek követni a klasszikus nyelvészek (mint Szíbavajhi) által lefektetett mondattani és nyelvtani normákat, és olyan szavakat használni, amelyeket a klasszikus lexikonokban (mint a Liszán al-Arab) határoztak meg.
A beszélt, vagy nyelvjárási arab elnevezés a számos nemzeti vagy területi nyelvi változatra utal, melyek eredetileg a klasszikus arabból származnak, és amelyek a hétköznapi beszélt nyelvet alkotják. A beszélt arabnak több különböző területi változata van. Ezek helyenként annyira eltérnek egymástól, hogy már nem kölcsönösen érthetőek egymás számára. A nyelvjárásoknak jellemzően nincs írott formája. Gyakran inkább a közvetlen hangnemű beszélt média használja, mint a szappanoperák és talkshow-k.
Az arab jelenkori szociolingvisztikai helyzete kitűnő példát nyújt a diglosszia nevű nyelvészeti jelenségre, amely egy adott nyelv két különböző változatának normál használata egy időben, rendszerint különböző társadalmi helyzetekben. Az arab esetében bármilyen nemzetiségű tanult arab feltételezhetően beszél mind a helyi nyelvjárásban, mind a közoktatásban tanult irodalmi arab nyelven. Amikor ugyanabból az országból származó emberrel beszélnek, sokan oda-vissza váltanak a nyelv két változata között (kódváltás), olykor akár egy adott mondaton belül is. Amikor különböző nemzetiségű tanult arabok beszélgetnek (például egy marokkói beszél egy libanonival), akkor valószínűleg mindkettő az irodalmi arabra fog váltani, ha a kommunikáció ezt megkívánja. Bár a legmegszokottabb módja a kommunikációnak mindkettő számára az, ha a saját nyelvjárásukban beszélnek, feltéve, hogy értik egymást. Az arabul beszélők rendszerint zenék vagy filmek segítségével mélyítik a más nyelvjárásokról való ismereteiket. Ha pedig nincs más mód, két teljesen különböző nyelvjárást beszélő tanult arab az angol vagy a francia használatára is szorítkozhat, hiszen az idegen nyelvek tanítása kulcsszerepet játszik az oktatásban az arab világ túlnyomó részében is.
Mint más nyelvek, az arab nyelv is tovább alakul. Több modern kifejezés is bekerült a hétköznapi használatba; néhány esetben más nyelvekből (például فيلم film), vagy szóalkotással a meglévő szókészletből (pl. هاتف hātif "telefon" = "erős, messziről hallható hangú").

## Az arab hatása más nyelvekre
Az arab nyelv hatása az iszlám országokban a legjelentősebb, de szintén jelentős számú jövevényszóval gazdagította a következő nyelvek szókészletét: szindhi, pandzsábi, gudzsaráti, berber, kurd, pastu, perzsa, szuahéli, hindusztáni (különösen a beszélt változatai), török, maláj és indonéz, rohingya, bengáli, tagalog, spanyol és portugál; természetesen beleértve azokat az országokat és nyelvüket is, ahol ezeket a nyelveket beszélik. Például az arab "könyv" (كتاب /kitāb/) szó az összes említett nyelvbe átkerült, kivéve a spanyolt és a portugált, amelyek latin eredetű szót használnak, a libro és livro szavakat, valamint a tagalogot, ami az aklát szót használja. Sőt, az angolban és a magyarban is előfordulnak arab eredetű szavak, noha a legtöbbjük más, mediterrán nyelvek közvetítésével került át. A máltai és a kinubi viszont az arabból származik, és nem csupán szavakat vagy nyelvtani szabályokat kölcsönöztek.
A kölcsönzött kifejezések széles skálán mozognak. Vannak vallási kifejezések, mint a berber taẓallit "ima" < salāt (صلاة), akadémiai kifejezések, mint az ujgur mentiq (مەنتىق) "logika" < manṭiq (منطق), árucikkek, mint a cukor < sukkar (سكر - eredetileg szanszkrit sharkaraa), szópótlók, mint a spanyol fulano "illető" < fulān (فلان), valamint gyakori kötőszók, mint a hindusztáni lekin "de" < lākin (لكن) vagy a spanyol hasta ’-ig’, ’sőt, még’ < ḥattā (حتى) + lat. ad ista. A legtöbb berber nyelvjárás (mint például a Kabyle), a szuahélivel egyetemben, néhány szám nevét az arabból vette át. A legtöbb iszlám vallási kifejezés, mint például a salat "ima", és imam "imám" közvetlen arab átvétel. Az olyan nyelvekbe, amelyek nem álltak közvetlen kapcsolatban az arab világgal, indirekt úton, más nyelvek közvetítésével kerültek arab jövevényszavak. Például a hindusztáni legtöbb arab jövevényszava a perzsán át került a nyelvbe, a hausza számos régebbi arab jövevényszava a kanuriból lett kölcsönözve, a magyarba pedig a török közvetítésével kerültek olyan szavak, mint a müezzin < müezzin < muʔaððin (مؤذن). Az angol és más európai nyelvek arab eredetű szavai gyakran ugyancsak más európai nyelvekből kerültek át, főként a spanyolból és az olaszból. Vannak köztük hétköznapi szavak, mint a cukor (ld. fent), cotton "pamut" < ó-francia coton < quṭn (قطن), magazin (elsősorban raktár értelemben) < olasz magazzino < maḵzan/maḵāzin (مخزن/مخازن). A felismerhetően arab eredetű magyar szavak közé tartozik az "algebra", az "alkohol", az "alkímia", az "alkáli", a "zenit" és a "nadir". Gyakran használt olyan szavak, mint például az "információ", vagy az angol intention "szándék", arab filozófiai kifejezések tükörfordításai.
Az arab szavak a nyugat-afrikai nyelvekhez is megtalálták az útjukat, amint az iszlám átterjedt a Szaharán. Az arab kitāb (könyv) szóhoz hasonló szavak változatai elterjedtek az afrikai nyelvcsalád azon nyelveiben is, amelyek nem voltak közvetlen kapcsolatban arab kereskedőkkel.

## Az arab mint vallási nyelv
Az arab az iszlám könyvének, a Koránnak, és a Mohamed próféta életéről szóló hagyományoknak a nyelve. Emiatt az arabról gyakran az iszlámra asszociálnak, pedig az arab keresztények, az arab drúzok, mizrahi zsidók és iraki mandeusok is arabul beszélnek.
A világ muszlimjainak túlnyomó része nem beszél anyanyelvi szinten arabul, hanem csak a vallási szövegeket tudják – nem feltétlenül helyesen, és gyakorta a szöveg megértése nélkül – kiolvasni és/vagy recitálni. Az arabul beszélő muszlimok úgy tekintenek az arabra, hogy az "a nyelv, amit Isten választott, hogy általa szóljon az emberiséghez."

## Története
A legkorábbi fennmaradt proto-arab, vagy ó-észak-arab nyelvű szövegek a kelet-szaúd-arábiai Al-Ahszában talált, i.e. 8. századból való feliratok, amelyeket nem a mai arab ábécével írtak, és nem is annak nabateus elődjével, hanem a dél-arab mosznád írás egyik változatával. Ezt követik az i.e. 6. századi lihjánita szövegek Délkelet-Szaúd-Arábiából, valamint az ún. thamúdi szövegek, melyeket több helyen találtak az Arab- és Sínai-félszigeten. Később az i.e. 1. századdal megjelennek a szafaita feliratok, valamint a nabateus feliratok (melyek egyébként arámi nyelven íródtak) számos arab tulajdonneve. Az i.e. 2. századból való az a néhány felirat, melyeket Qaryat Al-Faw-ban találtak (Szulajjil mellett), és amelyek már nem tekinthetőek "proto-arabnak", hanem inkább pre-klasszikus arabnak. Az i.sz. 4. századdal megjelennek az arab királyságok, mint a lakhmidák arab királysága Dél-Irakban, és a ghasszániták Dél-Szíriában. Az udvaraikban található feliratok szolgáltatják a pre-iszlamikus arab költészet és arab ábécés írás néhány említésre méltó példáját.
Az arabok hagyományosan Ád és Thamúd népektől eredeztetik nyelvüket.

## Nyelvjárások és utódnyelvek
Az arab nyelv szerte az arab világban használt beszélt változatait "hétköznapi arab" gyűjtőnévvel illetik, mely gyökeresen különbözik az irodalmi nyelvtől, de ugyanakkor a különböző nyelvjárások, nyelvváltozatok között is igen jelentős eltérés van, emiatt a beszélők között meglehetősen alacsony a kölcsönös érthetőség. Ez egyáltalán nem meglepő, amilyen hatalmas területen beszélik. Némely régióban a szélsőséges éghajlatnak, s az elszigetelődésnek is jelentős szerepe van abban, hogy az egyes dialektusok egyre inkább eltávolodnak egymástól.
A nyelvjárások (elhelyezkedésük szerint) főként Észak-Afrika és a Közel-Kelet között oszlanak meg. Ezt követi a letelepült, és a sokkal konzervatívabb beduin közötti nyelvjárási differenciálódás. Egyes nyelvjárások beszélői nem is képesek megérteni egymást az arab más nyelvjárásainak beszélőivel. Ez főként azt jelenti, hogy míg a közel-keletiek általában megértik egymást, gyakran gondot okoz nekik az észak-afrikaiakat megérteni (noha az ellentéte nem igaz, részben a közel-keleti - főként egyiptomi - filmek és más média népszerűsége miatt).
A nyelvjárások differenciálódásának egyik tényezője az adott területen korábban beszélt nyelvek hatása. Az ilyen nyelvek jellemzően jelentős számú új szót kölcsönöztek a beszélt arabnak, és ezek a kiejtést vagy a szórendet is befolyásolták. Mégis a legtöbb nyelvjárás esetében sokkal jelentősebb az a tényező, ami az újlatin nyelvek esetében is megnyilvánul, hogy különböző klasszikus alakokat tartottak meg (vagy láttak el új jelentéssel). Így az iraki aku, a levantei fīh, és az észak-afrikai kayən mind azt jelenti, hogy "van", és mind a klasszikus arab megfelelő alakjaiból származik (يكون yakūn, فيه fīhi, كائن kā'in), de ma meglehetősen különbözőképpen hangzanak.
A főbb nyelvjárási csoportok:
- Egyiptomi arab, körülbelül 76 millióan beszélik Egyiptomban. Ez azon nyelvjárások egyike, melyeket a legtöbb helyen megértenek. Közeli rokonait beszélik Szudánban is.
- Öböl arab, a Perzsa-öböl arab államaiban és Kelet--Szaúd-Arábiában körülbelül 34 millió ember beszéli.
- Iraki arab, megközelítőleg 19 millió ember beszéli Irakban. Jelentős eltérések vannak azonban a déli arábiaihoz hasonló nyelvjárások és az északi konzervatívabb nyelvjárások között. Közeli rokonait beszélik még Iránban, Szíriában, és Törökországban.
- Levantei arab, beleértve az észak-levantei arabot, dél-levantei arabot, és a ciprusi arabot. Közel 35 millió ember beszéli Izraelben, Ciszjordániában, a Gázai övezetben, Jordániában, Libanonban, Szíriában, Cipruson, és Törökországban. Mediterrán arabnak is nevezik.
- Maghrebi arab ("Dáridzsa"). Kiejtésében erős hatást gyakorolt rá a berber. Ide tartozik a marokkói arab, algériai arab, algír szaharai arab, tunéziai arab, és a líbiai arab. Körülbelül 45 millió észak-afrikai beszéli Marokkóban, Nyugat-Szaharában, Algériában, Tunéziában, Líbiában, Nigerben, és Nyugat-Egyiptomban. Ezt a legnehezebb megérteni a közel-keleti nyelvjárást beszélőknek. Az egyes nyelvjárásaiban a berber hatás mértéke különböző.[12]

További változatai közül:
- Andalúziai arab, a 17. századig beszélték Spanyolországban, mára letűnt.
- Bahráni arab, a Bahráni nép beszéli Bahreinben, ahol mutat némi eltérést a bahreini arabtól. Kisebb mértékben beszélik Ománban is.
- Közép-ázsiai arab, Üzbegisztánban, Tádzsikisztánban, és Afganisztánban beszélik. Különösen veszélyeztetett.
- Hasszánijja arab, Mauritániában, és Mali, valamint Nyugat-Szahara egyes részein beszélik.
- Hidzsázi arab, Hidzsázban, Nyugat--Szaúd-Arábiában beszélik.
- Judeo-arab, az arabul beszélő zsidók nyelve.
- Máltai, Málta szigetén beszélik. Ez az egyetlen, ami teljesen különálló nyelvvé fejlődött, független irodalmi normákkal. Történelme során a máltai számos jövevényszót, hangtani sajátosságot, sőt nyelvtani mintát is kölcsönzött az olaszból, szicíliaiból, és az angolból. Ez az egyetlen sémi nyelv, amit latin ábécével írnak.
- Nedzsdi arab, Nedzsdben, Közép-Szaúd-Arábiában beszélik.
- Shuwa arab, Csádban, Kamerunban, Nigerben, Nigériában, és Szudánban beszélik.
- Szicíliai arab, Szicíliában, Dél-Olaszországban beszélték a 14. századig. Belőle alakult ki a Máltai.[13]
- Szudáni arab, Szudánban beszélik.
- Jemeni arab, Jemenben, Dél--Szaúd-Arábiában, Dzsibutiban, és Szomáliában beszélik.

## Arab nyelvű országok
Afrika
- Marokkó
- Mauritánia
- Nyugat-Szahara
- Algéria
- Líbia
- Tunézia
- Egyiptom
- Szudán
- Szomália
- Eritrea
- Dzsibuti
- Csád
- Comore-szigetek

Ázsia
- Libanon
- paleztin hatóság
- Szíria
- Jordánia
- Irak
- Szaúd-Arábia
- Jemen
- Egyesült Arab Emírségek
- Katar
- Kuvait
- Omán
- Bahrein

## Adiglossziajelensége

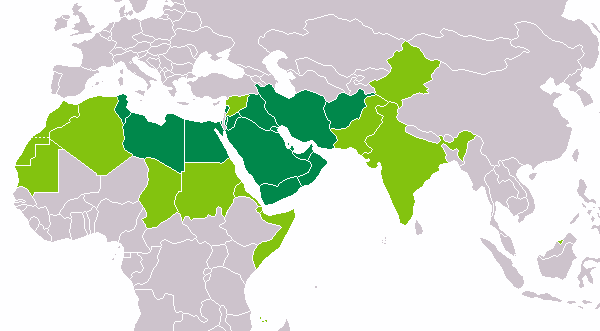
Arab írást használó országok

Az arab nyelvnek mindig is számos változata volt, melyek jelentősen eltértek egymástól. A hódításokkal az addig birtokoltnál jóval nagyobb területen vált egyeduralkodóvá, ez pedig kedvezett a különbségek kialakulásának és elmélyülésének. A nyelvjárások hangrendszerüket (például Irakban a K = Cs, Egyiptomban Dzs = G stb.) és szókincsüket tekintve mutatnak diverzitást, emellett nyelvtani rendszerük is jelentősen egyszerűsödött (például kettős szám hiánya, szerkezetek helyettesítése körülírással stb.). Az egyes nyelvjárásokat jelentősen befolyásolta a gyarmatosító európai hatalmak nyelve (elsősorban a francia és az angol).
Politikai okokból azonban a regionális nyelveket, nyelvjárásokat igyekeznek visszaszorítani, hogy az „arab nemzet” egységét ezzel is kifejezzék és megtartsák, mivel már így is olyannyira eltérőek az egyes dialektusok, hogy külön nyelvvé válásuk záros határidőn belül bekövetkezne. Ennek elkerülése érdekében a médiából, a sajtóból és az irodalomból igyeznek kiszorítani őket, helyette a klasszikus (vagy irodalmi) arab nyelvet támogatják. Az arab államok lakóira így egy sajátos jelenség, diglosszia jellemző: az iskolázott arabok többsége tud a saját nyelvjárási nyelvén és a klasszikus arab nyelven beszélni, azaz egy nyelv két – sok esetben igen jelentősen eltérő – változatát ismeri.
A problémát csak bonyolítja, hogy az irodalmi arab nyelv pusztán írott nyelv, kiejtése ennek is változó. Mindenesetre a 16. század óta a libanoni-szíriai vallási dialektust tekintik mérvadónak a klasszikus arab kiejtésekor.

## Alaktan
Az arab nyelvészet alapvetően három szófajt különböztet meg:
- név (iszm) – főnevek, melléknevek, számnevek
- cselekvés (fiʿl) – igék
- szócska (harf) – prepozíciók, kérdőszók stb.

### Névszók

#### Állapot
A névszók talán legfontosabb tulajdonsága az állapot, mely lehet határozott vagy határozatlan. Ez a ragozásban mutatkozik meg. A határozatlanságnak nincs jele, a határozottságot a szó elé helyezett, azzal egybeírt névelő (írásban al-) jelzi. A birtokos szerkezetekben a birtok nem visel névelőt, ennek ellenére határozott ragozást kap. (Határozatlan birtokot – például a férfi egy háza – nem is lehet kifejezni birtokos szerkezettel.)

#### A nyelvtani nem
Az arab névszók lehetnek hím- vagy nőneműek. A nőnem általában jelölt, bár az ezt jelölő betű például a számneveknél sok esetben fordítottan viselkedik. Egyes hímnemű méltóságnevek (például halífa, azaz kalifa) is viselhetik az ún. tá marbútát (szó szerint: kötött T), és ez olykor a fokozás jele (például álim = tudós, álima = nagy tudós).

#### Esettan
Az arab névszó alapvetően három esetben állhat: alany-, tárgy- és birtokosesetben. Ez kizárólag a szó végéhez hozzáillesztett, írásban ritkán jelölt ragozásból tűnik ki. Vannak azonban ragozhatatlan szavak is (például amelyek á-ra végződnek), és olyanok is, ahol határozott állapotban a tárgy- és birtokoseset nem különül el (ún. diptota névszók, vagy a gyenge végű szavak).
Alapvető esetvégződések (tanvín):
- Alanyeset, határozatlan: -un
- Alanyeset, határozott: -u
- Tárgyeset, határozatlan: -an
- Tárgyeset, határozott: -a
- Birtokoseset, határozatlan: -in
- Birtokoseset, határozott: -i

#### Szám
Az arab nyelvben alapvetően három szám létezik: egyes, kettes és többes szám. Az egyes szám jelöletlen, a kettes és többes szám viszont jelölt. Kettes számban, alanyesetben minden névszó -áni, tárgy- és birtokosesetben -ajni végződést kap.
A többes szám képződhet szabályosan, ilyenkor a hímnemű szavak alanyesetben -úna, tárgy- és birtokosesetben -ína végződést kapnak, a nőneműek pedig -át + esetvégződés kombinációt kapnak.
Az arab szavak jelentős része – a belső fejlemények – ún. tört többes számot képeznek. A fogalom az arab nyelvészektől ered és lényege, hogy a szót „összetöröm”, csak a vázát adó gyökmássalhangzók maradnak, közéjük pedig különféle magánhangzóbetoldásokat, hosszabbodásokat helyezünk. Számos típusa létezik, és csak nagyon ritkán állapítható meg szabályosság. A tört többes szám szótári kérdés, amely minden egyes névszónál megtanulandó.
Olykor előfordul, hogy egy-egy szónak rendes és tört többes száma is van. Ilyenkor tört többes számú melléknévvel az utóbbi verziót alkalmazzuk.